# Acacia crassicarpa
Acacia crassicarpa — вид квіткових рослин з родини бобових. Ареал: Австралія (Квінсленд), Західне Папуа (Індонезія), Папуа Нова Гвінея.
Вид культивується на плантаціях за межами свого ареалу. Він продемонстрував здатність рости на різноманітних складних типах ґрунтів, від високоорганічних ґрунтів із низьким рН на Суматрі до неродючих внутрішніх пісків у Центральному В'єтнамі, які сезонно перезволожені та страждають від тривалої посухи в сухий сезон. У результаті A. crassicarpa широко розсадили по всій тропічній Азії, а також у тропічних регіонах Африки та Південної Америки.

## Середовище й екологія
Це дерево зустрічається у відкритих лісах і рідколіссях на ділянках з утрудненим дренажем або іноді на околицях закритих тропічних лісів. В Австралії вид зазвичай зустрічається за прибережними передніми дюнами та на прибережних рівнинах і передгір'ях на різних типах ґрунтів, включаючи вапняні пляжні піски, жовтоземи, отримані з граніту, червоноземи на основних вулканічних породах, червоно-жовті підзолисті сланці, а також алювіальні та делювіальні ґрунти. Це пристосований до вогню вид.

## Використання
Acacia crassicarpa стала значним видом промислових плантацій для виробництва целюлози та паперу в Південно-Східній Азії та використовується для виготовлення дерев'яних меблів. У Танзанії дерево вирощують як джерело дров для сушіння тютюну.